# Châtillon-Guyotte
Châtillon-Guyotte é uma comuna francesa na região administrativa de Borgonha-Franco-Condado, no departamento de Doubs. Estende-se por uma área de 4,44 km². Em 2010 a comuna tinha 137 habitantes (densidade: 30,9 hab./km²).